# Habronattus sansoni
Habronattus sansoni är en spindelart som först beskrevs av James Henry Emerton 1915.  Habronattus sansoni ingår i släktet Habronattus och familjen hoppspindlar. Inga underarter finns listade i Catalogue of Life.